# Elfriede Miller-Hauenfels
Elfriede Miller-Hauenfels, auch Elfriede Miller von Hauenfels (* 23. September 1893 in Graz; † 17. März 1962 in Wien), war eine österreichische Malerin und Grafikerin.

## Leben
Elfriede Miller-Hauenfels war die jüngere Schwester des Malers und Radierers Erich Miller-Hauenfels (1889–1972) und Enkelin des Unternehmers Albert Miller von Hauenfels. Wie auch ihr Bruder besuchte sie zunächst die Landeskunstschule Graz. Ab 1913 studierte sie an der Kunstschule für Frauen und Mädchen in Wien bei Adalbert Seligmann, Ludwig Michalek und Christian Ludwig Martin. Miller-Hauenfels unternahm eine Reihe von Studienreisen, die ihr künstlerisches Schaffen beeinflussten. Sie gehörte dem Verband bildender Künstlerinnen und Kunsthandwerkerinnen Wiener Frauenkunst an und engagierte sich für die Gleichstellung weiblicher Kunstschaffender.
Miller-Hauenfels wählte vor allem Landschaften und menschliche Körper als Motive für ihre Werke, häufig im religiösen Kontext. Sie schuf Gemälde, Holzschnitte und Radierungen, wobei sie ihre Grafiken oft in Form von Zyklen konzipierte. Daneben war sie auch als Illustratorin tätig. 1930 gestaltete sie die Fresken in der Pfarrkirche Itzling in Salzburg, welche einen Christuszyklus darstellten (1945 zerstört). Ab 1919 nahm sie an Gruppenausstellungen teil, u. a. im Künstlerhaus, in der Secession, im Aquarellistenclub und in der Vereinigung Wiener Frauenkunst im Museum für Kunst und Industrie. Im Jahr nach ihrem Tod fand ihr zu Ehren eine Gedächtnisschau bei der Jahres-Ausstellung 1963 der Vereinigung bildender Künstlerinnen im Künstlerhaus in Wien statt. Werke von ihr werden 2020/2021 im Rahmen der Ausstellung „Ladies First! Künstlerinnen in und aus der Steiermark 1850–1950“ in der Neuen Galerie Graz des Universalmuseums Joanneum gezeigt.

## Werke (Auswahl)
- Der Kampf um die Seele, 1919, Holzschnitt-Zyklus[1]
- Salzburger Mappe, 1921, Radierungen, zusammen mit Erich Miller-Hauenfels
- Die Schöpfung, 1921, Holzschnitt-Zyklus
- Christus am Ölberg, 1922, Holzschnitt,  14,7 cm × 13,7 cm, British Museum[5]
- Johannisfeuer, 1923, Holzschnitt, 23,9 cm × 17,5 cm, British Museum[5]
- Illustrationen zu Bauernkunst (Karl von Spieß), 1924
- Einband und Kopfleisten zu Lebens-Ansichten des Katers Murr (E. T. A. Hoffmann, Spieß), 1925
- Hölle nach Dantes Divina Commedia, 1925, sieben Graphitzeichnungen
- Adam, um 1927, Gemälde